# Eugénie Duvernois
Pour les articles homonymes, voir Duvernois.
Eugénie Duvernois, née le 21 septembre 1909 à Nice (Alpes-Maritimes) et morte le 11 mai 1983 à Toulouse (Haute-Garonne), est une militante communiste et résistante française, déportée en 1944 au camp de Ravensbrück puis à celui de Mauthausen. Elle est maire de Vigneux-sur-Seine de 1946 à 1947 et députée de Seine-et-Oise de 1946 à 1958.

## Biographie

### Résistance et déportation
Membre du Parti communiste français depuis 1936, Eugénie Duvernois (née Monedero) travaille en tant qu'infirmière à Vigneux (Seine-et-Oise) où elle vit avec son époux Henri Duvernois.
Elle s'engage activement dans la Résistance sous le nom de Viviane, occupant un poste de responsable sanitaire des FTPF et d’un comité de femmes à Paris et opérant comme agent de liaison. Elle seconde Lise Ricol lors de la prise de parole de celle-ci au marché de la rue Daguerre le 1er août 1942.
Arrêtée en janvier 1944, elle est déportée depuis le fort de Romainville par le convoi du 6 avril 1944 au camp de concentration de Ravensbrück (Allemagne), où elle porte le matricule 37883, puis à Mauthausen (Autriche), matricule 1604,. Elle fait partie des déportés sous le sigle Nuit et brouillard (NN). À son retour, elle apprendra que son mari, militant communiste, secrétaire de mairie, avait été arrêté et déporté à Mauthausen où il est mort le 10 avril 1944.

### Activité militante et mandats électifs
De retour à Vigneux, Eugénie Duvernois, devenue secrétaire de la fédération de Seine-et-Oise du Parti communiste, est élue deuxième adjointe au maire, puis maire en août 1946, mandat qu'elle exerce jusqu'en octobre 1947.
Elle est également élue députée aux élections législatives de novembre 1946, réélue en 1951 et en 1956. Déployant une grande activité, elle intervient sur les problèmes de ravitaillement, fait des propositions en matière de politique sociale et défend le statut des déportés et internés de la Résistance.
Membre de la direction du PCF de Seine-et-Oise jusqu'en 1957, elle est vice-présidente départementale du Secours populaire français en 1958. Après cette date, ayant perdu son siège de députée, elle se retire dans la région toulousaine.

## Détail des fonctions et des mandats
Mandats locaux
- 1945 : conseillère municipale de Vigneux-sur-Seine (deuxième adjointe)
- 9 août 1946 - octobre 1947 : maire de Vigneux-sur-Seine

Mandats parlementaires
- 10 novembre 1946 - 4 juillet 1951 : députée de Seine-et-Oise
- 17 juin 1951 - 1er décembre 1955 : députée de Seine-et-Oise
- 2 janvier 1956 - 8 décembre 1958 : députée de Seine-et-Oise

## Décorations
- Médaille de la Résistance française (décret du 20 novembre 1946)[1]
- Croix du combattant volontaire de la Résistance[1]